# Poço de petróleo

Esquema de um poço de petróleo com bomba instalada.

Poço de petróleo é o termo usado para qualquer perfuração na superfície terrestre utilizada para produzir petróleo e/ou gás natural. Usualmente algum gás natural é produzido juntamente com o óleo, além de água. Um poço que seja projetado e executado para produzir principal ou somente gás deve ser denominado poço de gás.

## Ciclo de produção

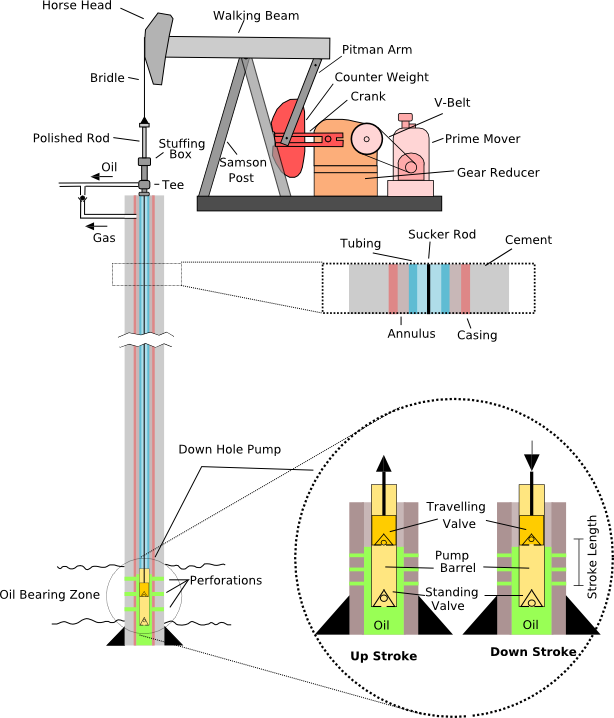
Um esquema de um típico poço de petróleo produzido por uma bomba de vareta, que é usada para produzir o óleo recuperável remanescente após a pressão natural já não ser suficiente para elevar o óleo para a superfície.

A criação e vida de um poço pode ser dividida em cinco etapas principais:
- Planejamento
- Perfuração
- Completação
- Produção
- Abandono

### Perfuração
O poço é criado por perfuração de um poço de 5 a 50 polegadas (as unidades de medida típicas do ramo são as unidades inglesas, o que corresponde a 127,0 mm a 914,4 mm) em diâmetro na terra com uma perfuratriz que gira uma coluna de perfuração (drill string) com uma broca acoplada. Após o poço ser perfurado, seções de tubos de aço (tubo de revestimento) (casing), levemente menores em diâmetro que a perfuração, são colocadas no buraco. Cimento pode ser colocado entre a face externa do tubo de revestimento e o poço. O tubo de revestimento provê integridade estrutural ao poço recém perfurado, em adição à zonas de alta pressão potencialmente perigosas e da superfície, suportando ainda as cargas axiais, incluindo o BOP (Blowout Preventer).
Com estas zonas isoladas com segurança e a formação protegida pelo tubo de revestimento, o poço pode ser perfurado mais profundamente (em formações potencialmente mais instáveis e violentas) com uma broca menor, e também com um tubo de revestimento de menor tamanho. Poços modernos tem dois a cinco conjuntos de tamanhos de perfuração subsequentemente menores umas dentro das outras, cada uma cimentada com tubo de revestimento.

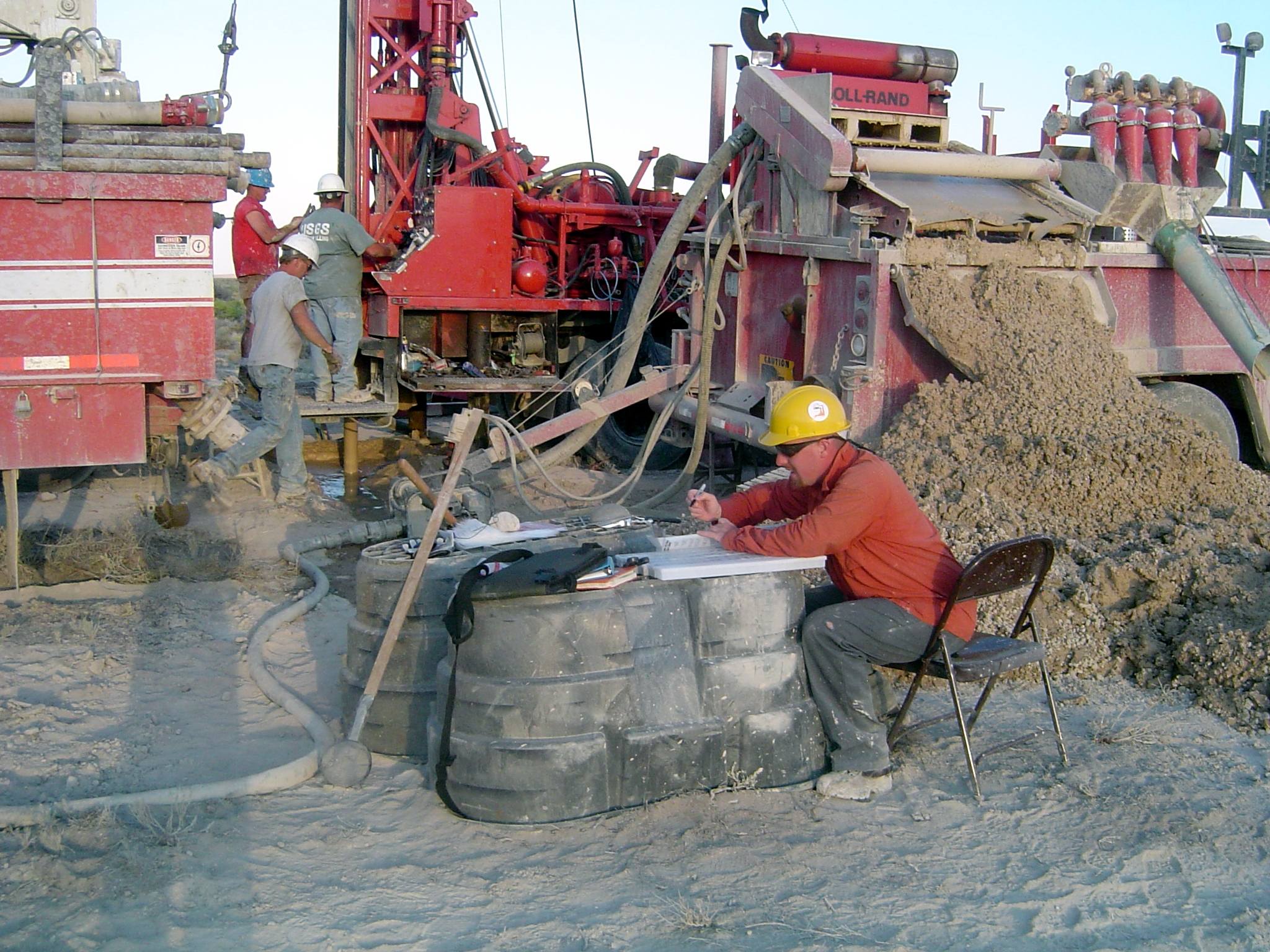
Registro de lama (mud log) em processo, uma maneira comum de estudar a litologia quando perfurando poços de petróleo.

#### Perfurando o poço
- A broca de perfuração, auxiliada pelo peso de tubos de parede espessa chamados "drill collars" acima dela, corta a rocha. Existem diferentes tipos de broca de perfuração; algumas levam a rocha a se desintegrar por fratura compressiva (como as brocas tricônicas de dentes de aço), enquanto outras cisalham porções da rocha na medida que giram (como as brocas PDC (Pollycrystalline Diamond Compact, diamante policristalino compacto ou compactado).[1]

- Fluido de perfuração, chamada no jargão do ramo "lama", é bombeado para baixo pelo interior do tubo de perfuração (drill pipe) e sai pela broca de perfuração. A lama de perfuração é uma mistura complexa de fluidos, sólidos e produtos químicos que devem ser cuidadosamente dosados para prover as características físicas e químicas corretas para perfurar o poço com segurança. Funções particulares da lama de perfuração incluem refrigerar a broca, elevar rochas cortadas até a superfície, prevenir a desestabilização da rocha das paredes do poço e sobrepor-se à pressão dos fluidos dentro da rocha de maneira que estes fluidos não entrem no espaço do poço.

- As "aparas" de rocha gerada são arrastados pelo fluido de perfuração à medida que esse circula de volta para a superfície exterior do tubo de perfuração. O fluido passa então através de "batedores" os quais separam as aparas do fluido bom que será devolvido ao poço. A observação das anormalidades nos cortes que retornam e o monitoramento do volume do poço ou a taxa de retorno de fluido são fundamentais para detectar-se "kicks" ("chutes") mais cedo. Um "kick" é quando a pressão de formação com a profundidade do bit é mais do que a cabeça hidrostática da lama acima, que se não for controlada temporariamente, fechando os BOPs (blowout preventers, aproximadamente "preventor de ruptura" ) e, finalmente, através do aumento da densidade do fluido de perfuração que permitiria formação de fluidos e lama que chegariam ao tubo de perfuração de forma incontrolável.

- O tubo ou coluna de perfuração ao que a broca (bit) está ligado é gradualmente aumentado na medida o poço fica mais profundo pela conexão por aparafusamento de seções adicionais de aprox. 9 m (30 pés) ou "juntas" do tubo sob o tubo de parede extern poligonal, o kelly ou mesa rotativa (topdrive) na superfície.[2][3] Este processo é chamado de fazer uma conexão. Normalmente, as articulações são combinadas em três articulações igualando uma posição. Algumas plataformas menores usam apenas duas articulações e alguns equipamentos podem lidar com dispositivos de quatro articulações.

Este processo é todo facilitado por uma sonda de perfuração ("drilling rig") que contém todos os equipamentos necessários para fazer circular o fluido de perfuração, a grua e movimentos do tubo, controle da descidas de equipamentos ao poço, retirar aparas e resíduos do fluido de perfuração, e geração de energia no local para essas operações.

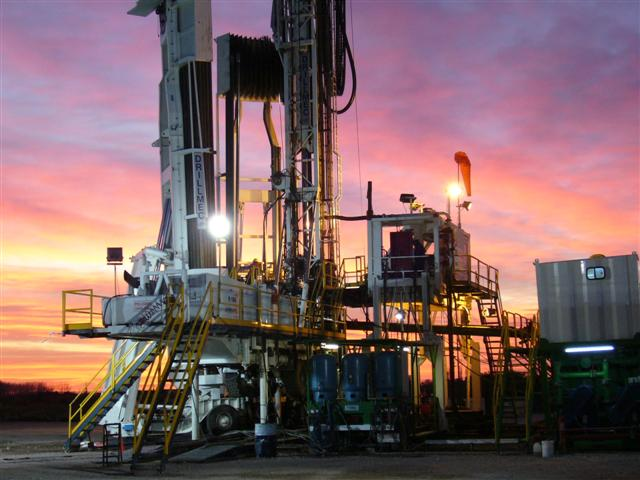
Moderna perfuratriz Argentina.

### Completação
Após a perfuração e revestimento do poço, ele deve ser "completado". A "completação" (no jargão do ramo) é o processo em que o poço está habilitado a produzir óleo ou gás.
Em uma completação de poços revestidos, pequenos orifícios chamados perfurações são feitas na parte do tubo de revestimento que passando pela zona de produção, fornecem um caminho para que o óleo flua a partir da rocha circundante através da tubagem de produção. Em completação de buraco aberto, muitas vezes 'telas de areia' ou um 'pacote de brita' é instalado na última perfuração, seção do reservatório não revestido. Estes mantém a integridade estrutural do poço na ausência de invólucro, enquanto continua a permitir o fluir a partir do reservatório dentro do poço. Telas também controlam a migração de areias da formação em tubulações e equipamentos para produção de superfície, o que pode causar desmoronamentos e outros problemas, especialmente a partir de formações de areia não consolidadas de campos marítimos.
Depois de um percurso de fluxo ser feito, ácidos e fluidos de fraturamento são bombeados para dentro do poço para produzir "fracking" (fraturamento hidráulico), limpeza, ou de outra forma preparar e estimular a rocha reservatório para otimizar a produção de hidrocarbonetos no poço. Finalmente, a área acima da seção de reservatório do poço é embalada fora no interior do revestimento, e ligado à superfície por meio de um tubo de diâmetro menor, chamado simplesmente tubulação (tubing). Este arranjo proporciona uma barreira redundante para vazamento de hidrocarbonetos, bem como permitindo seções danificadas ser substituídas. Além disso, a menor área de seção transversal da tubulação produz fluidos do reservatório com uma maior velocidade, a fim de minimizar o retorno de líquido que iria criar uma pressão adicional para trás, e protege a carcaça a partir de fluidos corrosivos do poço.
Em muitos poços, a pressão natural do reservatório de subsuperfície é alta o suficiente para o óleo ou a gás fluir para a superfície. No entanto, isso nem sempre é o caso, especialmente em campos esgotados, onde as pressões têm sido reduzidos por outros poços produtores, ou em reservatórios de petróleo de baixa permeabilidade. A instalação de uma tubulação de diâmetro menor pode ser o suficiente para ajudar a produção, mas também podem ser necessários métodos de elevação artificial. Soluções comuns incluem bombas de poços, elevação de gás, ou bombas de vareta de superfície. Muitos sistemas novos nos últimos dez anos foram introduzidos para a completação de poços. Sistemas de empacotador de produção (production packer) múltiplos com portas de fraturamento ou colares de escotilha em um tudo em um sistema cortaram os custos de execução e melhoraram a produção, especialmente no caso de poços horizontais. Esses novos sistemas permitem que revestimento desloquem-se para a zona lateral com a colocação correta da escotilha do empacotador / fratura para recuperação ótima de hidrocarbonetos.

### Produção
A fase de produção é a fase mais importante da vida de um poço, quando o petróleo e o gás são produzidos. neste período, os equipamentos produtores de petróleo e sonda de perfuração (workover) usadas para perfurar e completar o poço se afastaram do poço, e a parte superior é geralmente equipada com um conjunto de válvulas chamado de árvore de Natal ou de árvore de produção. Estas válvulas regulam pressões, fluxos de controle e permitem o acesso ao poço no caso de continuação dos trabalhos de conclusão serem necessárias. A partir da válvula de saída da árvore de produção, o fluxo pode ser ligado a uma rede de distribuição de tubos e tanques para fornecer o produto para refinarias, estações de compressão de gás natural, ou terminais de exportação de petróleo.
Desde que a pressão no reservatório mantenha-se suficientemente elevada, a árvore de produção é tudo o que é necessário para a produção do poço. Se a pressão esgota e considera-se economicamente viável, um método de elevação artificial mencionado na seção conclusões pode ser empregado.
Workovers muitas vezes são necessários em poços mais antigos, que podem precisar de tubos de menor diâmetro, escala ou remoção de parafina, trabalhos de matriz de ácido, ou completar novas zonas de interesse em um reservatório raso. Esse trabalho de reparação pode ser realizado utilizando sondas de workover - também conhecido como unidades de puxar ou sondas de conclusão - para puxar e substituir a tubulação, ou pelo uso de intervenção em poços utilizando técnicas de tubulação enrolada. Dependendo do tipo de sistema de elevação e cabeça de poço uma haste de sonda ou descarga (flushby pode ser usada para mudar uma bomba sem puxar a tubulação.
Métodos de recuperação melhorada tais como injeção de água, injeção de vapor, ou injeção de CO2 podem ser utilizadas para aumentar a pressão do reservatório e proporcionar um efeito "varredura" para empurrar hidrocarbonetos para fora do reservatório. Tais métodos requerem o uso de poços de injeção (muitas vezes escolhidos de poços de produção mais antigos em um padrão cuidadosamente determinado), e são utilizadas quando enfrenta-se problemas com esgotamento de pressão do reservatório, alta viscosidade do óleo, ou pode até mesmo ser utilizado no início da vida de um campo. Em certos casos - dependendo da geomecânica do reservatório - engenheiros de reservatório podem determinar a recuperação final do óleo pode ser aumentada pela aplicação de uma estratégia de injeção de água no início do desenvolvimento do campo, em vez de mais tarde. Tais técnicas de recuperação aprimoradas são freqüentemente chamadas de "recuperação terciária".

### Abandono
Um poço é dito chegar a um "limite econômico", quando sua taxa de produção não cobre as despesas, incluindo impostos. A técnica de fraturamento hidráulico é uma opção economicamente viável para reativação de poços considerados exauridos.
O limite econômico para poços de petróleo e gás pode ser expresso utilizando estas fórmulas:
Campos de óleo:
{\displaystyle {EL}_{oil}={\frac {{WI}\times {LOE}}{{NRI}[{P_{o}}+({P_{g}}\times {GOR})/1,000]\times (1-{T})}}}

Campos de gás:

{\displaystyle {EL}_{gas}={\frac {{WI}\times {LOE}}{{NRI}[({P_{o}}\times {Y})+{P_{g}}]\times (1-{T})}}}

Onde:

{\displaystyle {EL}_{oil}} é um limite econômico do poço de óleo em barris de óleo por mês (bbls/mês).

{\displaystyle {EL}_{gas}} é o limite econômico de um poço de gás em milhares de pés cúbicos padrão por mês (MSCF/mês).

{\displaystyle {P}_{o},{P}_{g}} são os preços atuais do petróleo e gás em dólares por barris e dólares por MSCF respectivamente.

{\displaystyle {LOE}} é a despesa operacional de locação em dólares por poço por mês.

{\displaystyle {WI}} participação de trabalho, como uma fração.

{\displaystyle {NRI}} lucro líquido, como uma fração.

{\displaystyle {GOR}} razão gás/óleo como bbls/MSCF.

{\displaystyle {Y}} rendimento em condensado como barril/milhão de pés cúbicos padrão.

{\displaystyle {T}} produção e imposto sobre exploração de recursos naturais (severance tax), como uma fração.
Quando o limite econômico é elevado, a vida útil do poço é encurtada e as reservas de petróleo comprovadas são perdidas. Inversamente, quando o limite econômico é reduzido, a vida útil do poço é alongada.
Quando o limite econômico é atingido, o poço torna-se uma responsabilidade (tornando-se um passivo, um gerador de despesas e custos ambientais) e é abandonado. Neste processo, a tubulação é removida do poço e seções da perfuração do poço são preenchidos com cimento para isolar o percurso de escoamento entre as zonas de gás e de água e uma da outra, assim como da superfície. Preencher completamente o poço com cimento é caro e desnecessário. A superfície ao redor da cabeça do poço é então escavada, e a cabeça do poço e o revestimento são cortados, uma tampa é soldada no lugar e, em seguida, o conjunto remanescente é enterrado.
No limite econômico muitas vezes existe ainda uma quantidade significativa de óleo irrecuperável deixado no reservatório. Pode ser tentador adiar o abandono físico por um período prolongado de tempo, na esperança de que o preço do petróleo suba ou que novas técnicas de recuperação suplementares sejam aperfeiçoadas. No entanto, arrendar disposições e normas governamentais geralmente exigem o abandono rápido; responsabilidades ambientais e questões fiscais também pode favorecer o abandono.
Em teoria, um poço abandonado pode ser novamente ativado, por meio de uma reforma, incluindo nova perfuração, remoção de partes de concretagens e substituição de revestimentos, e restaurado para a produção (ou convertido para serviços de injeção para recuperação suplementar ou para armazenamento de hidrocarbonetos no fundo do poço), mas este reaproveitamento muitas vezes revela-se difícil de ser executado mecanicamente e não rentável.

## Tipos de poços

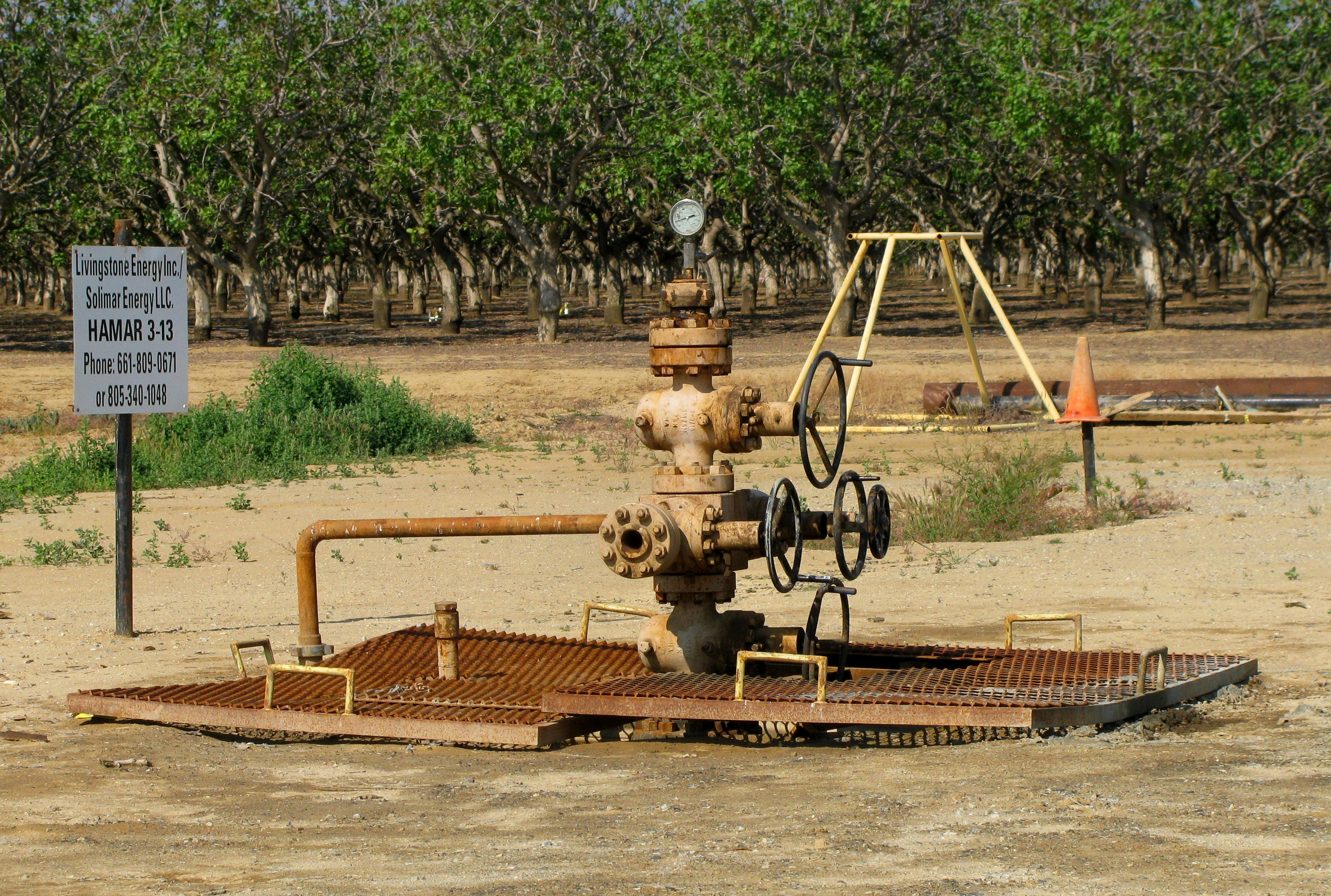
Um poço de gás natural do campo Lost Hills na região sudeste, Califórnia, EUA.

Poços de combustíveis fósseis apresentam-se em muitas variedades. Por fluido produzido, pode haver poços que produzem petróleo, poços que produzem óleo e gás natural, ou poços que apenas produzem gás natural. O gás natural é quase sempre um subproduto da produção de petróleo, uma vez que as pequenas cadeias de átomos de carbono de gás, mais leves, saem da solução em que estão pela redução da pressão do reservatório para a superfície, semelhante ao destampar uma garrafa de refrigerante onde o dióxido de carbono efervesce. Gás natural indesejado pode ser um problema de eliminação no local do poço. Se não há um mercado para o gás natural, perto da boca de poço é praticamente sem valor, uma vez que tem de ser canalizado para o utilizador final. Até recentemente, tal gás indesejado era queimado no local do poço, mas devido a preocupações ambientais essa prática está se tornando menos comum. Muitas vezes, gás não desejado (ou gás 'encalhado', sem um mercado) é bombeado de volta para o reservatório com um poço de 'injeção' para eliminação ou repressurizar a formação em produção. Outra solução é exportar o gás natural como líquido. Processo gás para líquido, (GTL, gas to liquid) é uma tecnologia em desenvolvimento que converte gás natural sem comercialização direta em gasolina sintética, diesel ou combustível de aviação através do processo de Fischer-Tropsch desenvolvido na Alemanha na Segunda Guerra Mundial. Tais combustíveis podem ser transportados através de dutos convencionais e petroleiros para os usuários. Proponentes afirmam que combustíveis GTL queimam de maneira mais limpa que combustíveis de petróleo comparáveis, sendo o principal argumento a ausência de compostos de enxofre, que resultam em óxidos de enxofre, e nitrogênio, que resultam em óxidos de nitrogênio, fatores da formação de chuva ácida. A maioria das principais companhias internacionais de petróleo estão em estágios avançados de desenvolvimento de produção GTL, e.g. a instalação Pearl GTL no Qatar, de capacidade de 140 mil bbl/d (22 mil m3/d), agendada para entrar em operação em 2011. Em locações tais como nos Estados Unidos com uma alta demanda de gás natural, dutos são construídos para distribuir do gás dos sítios dos poços para o consumidor final.

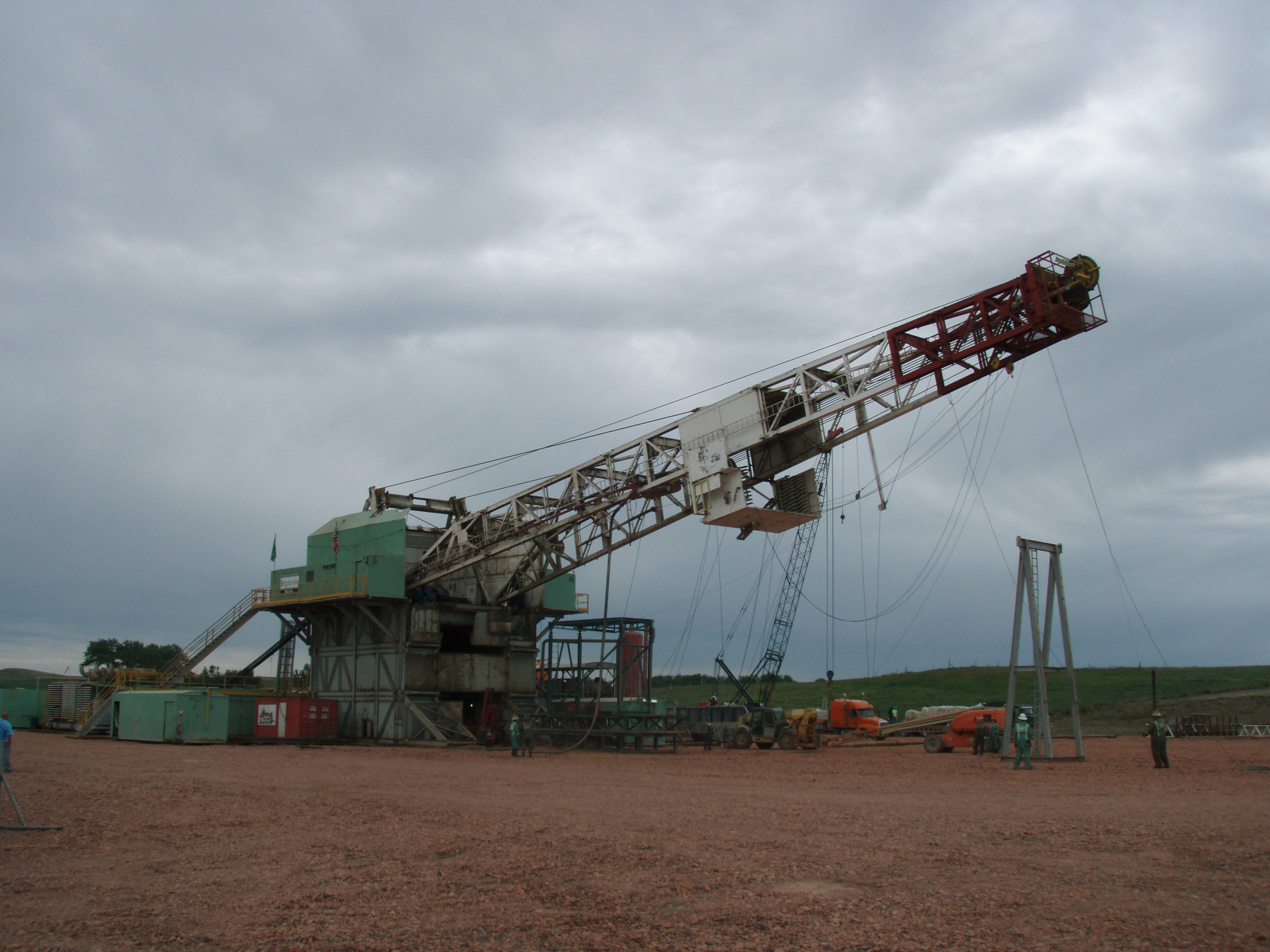
Levantando a torre.

Outra maneira óbvia de classificar poços de petróleo é em poços em terra ou em poços offshore. Há muito pouca diferença no poço em si. Um poço offshore tem como alvo um reservatório que situa-se debaixo de um oceano ou mar. Devido à logística, a perfuração de um poço offshore é muito mais cara do que um poço em terra. De longe, o tipo mais comum é o poço em terra. Estes poços marcam nos EUA as grandes planícies do Sul e Centro, o sudoeste, e são os poços mais comuns no Oriente Médio.
Outra forma de classificar poços de petróleo é por sua finalidade em contribuir para o desenvolvimento de um recurso. Eles podem ser caracterizados como:
- Poços pioneiros (wildcat) são aqueles perfurados fora e não na vizinhança de campos de petróleo ou de gás conhecidos.
- Poços de exploração são perfurados puramente para fins exploratórios (coleta de informações) em uma nova área.
- Poços de avaliação são usados para avaliar características (tais como a taxa de fluxo) de uma acumulação comprovada de hidrocarbonetos.
- Poços de produção são perfurados principalmente para a produção de óleo ou de gás, uma vez que a estrutura de produção e características sejam determinadas.
- Poços abandonados são poços permanentemente fechados na fase de perfuração por razões técnicas.

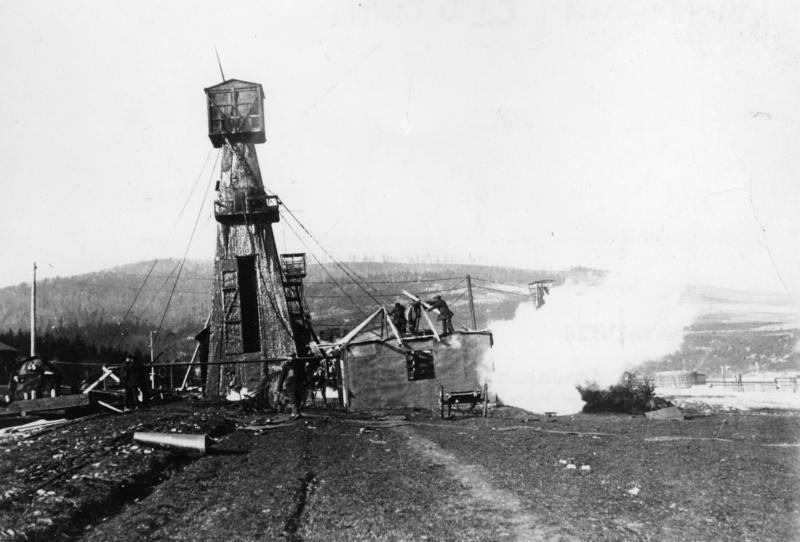
Extração de óleo em Boryslav em 1909.

Em um sítio de poços de produção, poços ativos podem ainda ser classificados como:
- produtores de óleo, produzindo predominantemente hidrocarbonetos líquidos, mas principalmente com algum gás associado.
- produtores de gás, produzindo quase inteiramente hidrocarbonetos gasosos.
- injetores de água, para injeção de água na formação visando manter a pressão do reservatório, ou simplesmente para reciclar a água produzida com os hidrocarbonetos porque, mesmo depois do tratamento, seria muito oleosa e muito salina para ser considerada limpa para despejo no mar, e muito menos em um recurso de água doce no caso de poços terrestres. A injeção de água para a zona de produção com frequência tem um elemento de gestão do reservatório; no entanto, o descarte de água produzida é muitas   vezes feito com segurança em zonas rasas em posições mais baixas que quaisquer zonas de água doce.
- produtores de aquífero, intencionalmente produzindo água para re-injeção visando controlar a pressão. Se possível, a água virá do próprio reservatório. Usar água produzida pelo próprio aquífero, em vez de água de outras fontes, impedirá incompatibilidade química que pode levar à precipitação que pode ocasionar perda de porosidade do reservatório, reduzindo sua produtividade. Esses poços serão geralmente necessários somente se a água produzida a partir dos produtores de petróleo ou gás é insuficiente para efeitos de gestão do reservatório.
- injetores de gás, para a injeção de gás dentro do reservatório frequentemente como um meio de eliminação ou sequestro para posterior produção, mas também para manter a pressão do reservatório.

### Classificação de Lahee
A classificação de Lahee é uma designação dada a cada poço antes de ser perfurado, e reflete o grau de controle geológico e potencial de hidrocarbonetos conhecido de um sítio de perfuração no momento em que está previsto um poço. Foi desenvolvido para caracterizar um poço pelo grau geral de risco assumido pelo operador.
- New Field Wildcat (NFW) – longe de outros campos de produção e sobre uma estrutura que não tenha previamente produzido.
- New Pool Wildcat (NPW) – novas bolsões em que já exista estrutura produzindo.

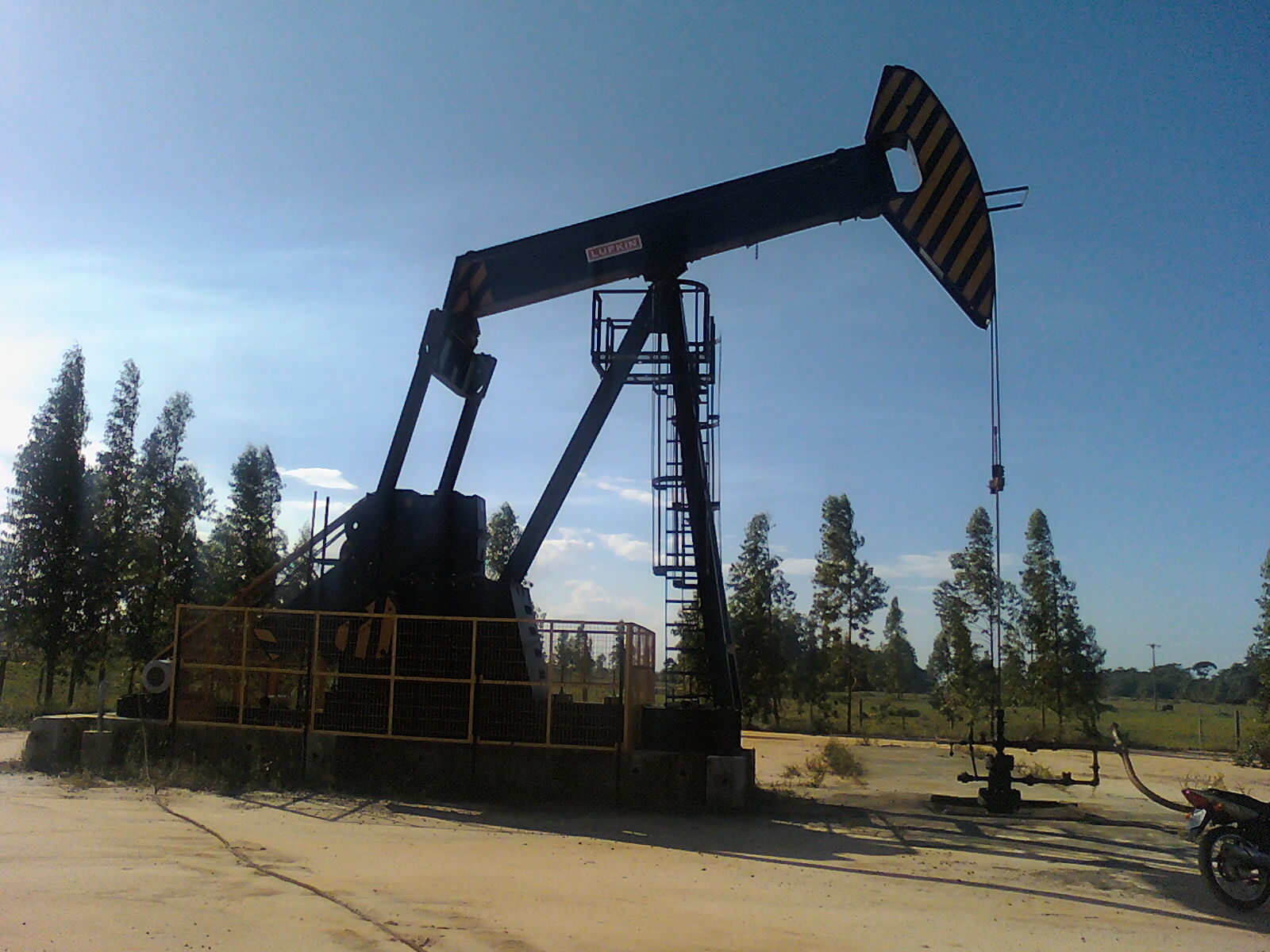
Bomba utilizada na extração de Petróleo em São Mateus-ES.

Um poço de petróleo pode ser basicamente de três tipos: exploração, produção ou injeção.
Estes tipos passam por etapas distintas:

### Exploração
- projeto de poço de petróleo
- perfuração de poço de petróleo
- perfilagem (LWD/perfilagem a cabo)
- revestimento de poço de petróleo
- teste de formação (se portador de hidrocarboneto e desejado pela operadora/sócios)
- abandono de poço de petróleo

### Produção e Injeção
- projeto de poço de petróleo
- perfuração de poço de petróleo
- perfilagem (LWD/perfilagem a cabo)
- revestimento de poço de petróleo
- completação de poço de petróleo
- produção de poço de petróleo/injeção em poço de petróleo
- abandono de poço de petróleo

## História

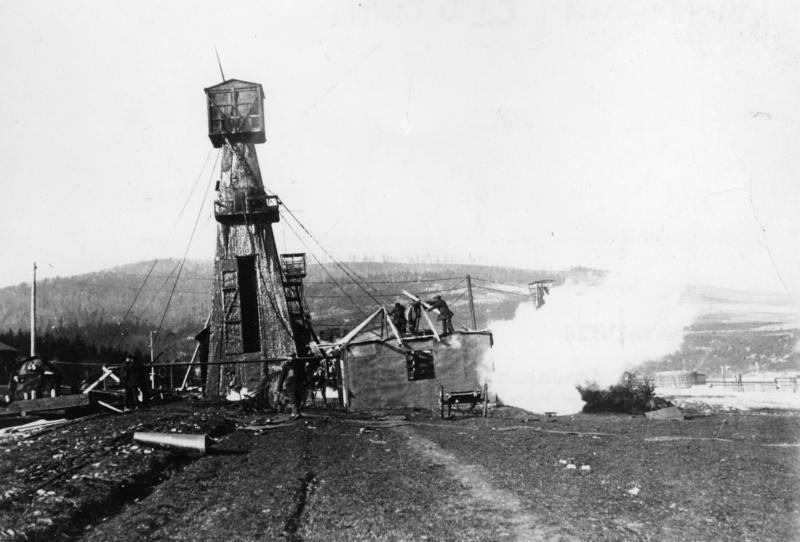
Extração de óleo em Boryslav na Galícia em 1909.

Os primeiros poços de petróleo conhecidas foram perfurados na China em 347 d.C. Tinham profundidades de até aproximadamente 240 metros e eram perfurados usando-se brocas acopladas a varas de bambu. O óleo era queimado para evaporar salmoura e produzir sal. Por volta do século X, extensos tubulações de bambu conectaram poços de petróleo com salinas. Os registros antigos da China e do Japão são ditos como contendo muitas alusões ao uso de gás natural para a iluminação e aquecimento. Petróleo era conhecido como água ardente no Japão no século VII.
A indústria do petróleo do Oriente Médio foi estabelecida pelo século VIII, quando as ruas da recém construída Bagdá foram pavimentadas com alcatrão, derivado do petróleo que tornou-se acessível de campos naturais na região. Petróleo foi destilado pelo alquimista persa Rasis no século IX, produzindo substâncias químicas tais como o querosene no alambique (al-ambiq), o qual foi principalmente usado para lâmpadas de querosene. Químicos árabes e persas também destilaram óleo cru de maneira a obter produtos inflamáveis para propósitos militares. Através da Espanha Islâmica, a destilação tornou-se disponível na Europa Ocidental pelo século XII.
Algumas fontes afirmam que a partir do século IX, campos de petróleo foram explorados na área em torno da moderna Bacu, Azerbaijão, às margens do Mar Cáspio, para produzir nafta para o indústria do petróleo. Estes campos de Bacu foram descritos por Marco Polo quando em 1264, século XIII, que descreveu a produção dos poços de petróleo, então de centenas de carregamentos. Ele escreveu que "nos confins da direção de Geirgine há uma fonte de onde brota petróleo em grande abundância, na medida em que uma centena de carregamentos podem ser tomadas a partir dele de uma vez."

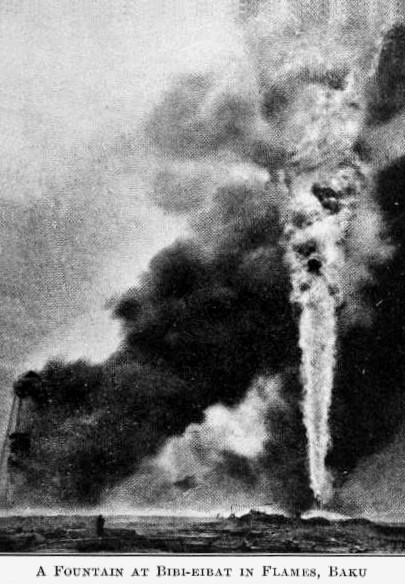
Incêndio em poço de petróleo, 1904, em Bibi-Eibat.

Covas rasas foram escavados nos escoadouros de Baku em tempos antigos para facilitar a coleta de óleo, e buracos cavados a mão até 35 metros de profundidade estiveram em uso por 1594. Estes buracos eram essencialmente poços de petróleo. Aparentemente 116 destes poços em 1830 produziam 3.840 toneladas métricas (aproximadamente 28.000 barris) de óleo. Além disso, perfuração offshore iniciou em Baku (então Império Russo) no campo de Bibi-Eibat em 1846. No Novo Mundo, o primeiro poço de petróleo comercial entrou em operação em Oil Springs, Ontario em 1858.
O estadunidense "coronel" Edwin Drake em 27 de agosto de 1859 constrói a primeira torre de petróleo na Pensilvânia, Estados Unidos. O líquido foi produzido quando o poço atingiu 23 metros de profundidade, enquanto o primeiro poço de petróleo offshore foi perfurado em 1896 no Campo Petrolífero Summerland na costa da Califórnia.
Os poços de petróleo primordiais nos tempos modernos foram perfurados percussivamente, martelando uma ferramenta a cabo na terra. Pouco depois, ferramentas de cabo foram substituídos por perfuração rotativa, o que poderia perfurar poços a uma profundidade muito maior e em menos tempo. O record de profundidade do poço Kola utilizou perfuração não rotativo com motor de lama para alcançar uma profundidade de mais de 12 mil metros. Até os anos 1970, a maioria dos poços de petróleo era vertical, embora imperfeições litológicas e mecânicas causassem com que a maior parte dos poços desviassem ao menos levemente de uma exata verticalidade (o que levou aos poços direcionais). Entretanto as tecnologias de perfuração direcional modernas permitem poços fortemente desviados os quais podem, dada suficiente profundidade e com as ferramentas apropriadas, tornarem-se realmente horizontais (poços horizontais propriamente ditos). Isto é de grande valor na medida em que rochas reservatório as quais contém hidrocarbonetos são normalmente horizontais, ou sub-horizontais; um poço horizontal colocado em uma zona de produção tem mais área de superfície na zona de produção que um poço vertical, resultando em uma maior taxa de produção. O uso de perfuração desviada e horizontal também tornou possível chegar a  reservatórios a vários quilômetros de distância do local de perfuração (perfuração de alcance estendido), permitindo a produção de hidrocarbonetos localizados abaixo os locais que são ou difíceis de colocar-se uma sonda de perfuração, ou ambientalmente sensíveis, ou povoados.